# John Marshall (Mediziner)

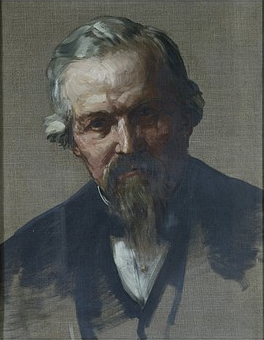
John Marshall

John Marshall (* 11. September 1818 in Ely; † 1. Januar 1891 in Chelsea) war ein englischer Arzt und Physiologe.

## Leben und Wirken
John Marshall war der zweite Sohn eines Anwaltes aus Ely. Er studierte von 1838 bis 1844 am University College London. 1844 wurde er Mitglied des Royal College of Surgeons und 1849 dessen Fellow. Um 1845 wurde Marshall Kurator des Museums für Anatomie und begann unter William Sharpey und Richard Quain (1816–1898) als Demonstrator für Anatomie am University College in London zu arbeiten. 1847 wurde er dort zusätzlicher Assistenzchirurg. 1853 hielt er Anatomievorlesungen vor Kunststudenten am Marlborough House (dem späteren Royal College of Art) ab.
Am 11. Juni 1857 wurde Marshall als Fellow in die Royal Society aufgenommen. Von 1866 an bis zu seiner Emeritierung 1885 war er Professor für Chirurgie am University College. 1873 wählte ihn das Royal College of Surgeons in den Rat, ab 1883 war er Präsident. Vom 16. Mai 1873 bis zu seinem Tod lehrte er als Professor für Anatomie an der Royal Academy of Arts. Ab dem 9. Juni 1881 vertrat er das College im „General Council of Medical Education“, und 1884 wurde er als beratender Chirurg am University College Hospital tätig. Von 1882 bis 1883 übte Marshall die Präsidentschaft der Royal Medical and Chirurgical Society of London aus. Vier Jahre lang war Marshall Fuller-Professor für Physiologie an der Royal Institution of Great Britain. 1883 war er Bradshaw-Dozent, 1885 Hunter-Redner und 1889 Morton-Dozent.
Marshall führte die Galvanokaustik und ein operatives Verfahren zur Entfernung von Krampfadern ein. Ende der 1870er Jahre erfand er ein System von Rundstationen für Krankenhäuser.

## Werke (Auswahl)

### Bücher
- A description of the human body: its structure & functions, illustrated by nine physiological diagrams, containing 193 coloured figures, designed for the use of teachers in schools, and young men destined for the medical profesion, and for popular instructions generally. Day & Son, London 1860.
- Outlines of physiology, human and comparative Verlag. 3 Bände, Longmans, Green & Co., 1867.
- Anatomy for Artists. Smith, Elder & Co., London 1878.
- A Rule of Proportion for the Human Figure. London 1878
- On a Circular System of Hospital Wards. London 1879
- Neurectasy or nerve-stretching for the relief or cure of pain : being the Bradshaw Lecture delivered at the Royal College of Surgeons of England, on the 6th December 1883. Smith, Elder & Co., London 1887

### Zeitschriftenbeiträge
- On the Development of the Great Anterior Veins in Man and Mammalia; Including an Account of Certain Remnants of Foetal Structure Found in the Adult, a Comparative View of These Great Veins in the Different Mammalia, and an Analysis of Their Occasional Peculiarities in the Human Subject. In: Philosophical Transactions of the Royal Society. Band 140, London 1850, S. 133–170, doi:10.1098/rstl.1850.0007.
- The Hunterian Oration. In: British Medical Journal. Band 1, Nr. 1260, 1885, S. 363–370, PMC 2255827 (freier Volltext).

## Nachweise
- Frederic Boase: Modern English Biography: Containing Many Thousand Concise Memoirs of Persons who Have Died Since the Year 1850, with an Index of the most Interesting Matter. Netherton & Worth, Truro: 1892–1921, 6 Bände.
- W. J. O’Connor: Founders of British physiology: a biographical dictionary, 1820-1885. Manchester University Press ND, 1988, ISBN 0-7190-2537-0, S. 88–89.